# Coptopsylla wassiliewi
Coptopsylla wassiliewi är en loppart som först beskrevs av Wagner 1932.  Coptopsylla wassiliewi ingår i släktet Coptopsylla och familjen Coptopsyllidae. Inga underarter finns listade i Catalogue of Life.